# Juncus minimus
Juncus minimus är en tågväxtart som beskrevs av Franz Georg Philipp Buchenau. Juncus minimus ingår i släktet tåg, och familjen tågväxter. Inga underarter finns listade i Catalogue of Life.